# Perumestyrann
Perumestyrann (Uromyias agraphia) är en fågel i familjen tyranner inom ordningen tättingar.

## Utseende och läte
Perumestyrannen är en liten upprättsittande tyrann med rätt stort huvud. Kroppen är brungrå, med svart ögonstreck, svart hjässa och vitt ögonbrynsstreck. Mycket svag streckning syns vanligen på ansiktet och bröstet. Sången är ljus och läspande medan lätet är ett stammande "peep".

## Utbredning och systematik
Perumestyrann delas in i tre underarter:
- Uromyias agraphia plengei – förekommer i östra Peru (Cordillera de Colan i Amazonas)
- Uromyias agraphia squamigera – förekommer i centrala Peru (Carpishbergen i östra La Libertad och Huánuco)
- Uromyias agraphia agraphia – förekommer i sydöstra Peru (Cordillera Vilcanota och Urubambadalen i Cusco)

## Levnadssätt
Perumestyrannen hittas i högt belägna skogsbryn, framför allt nära trädgränsen och kring bambustånd. Den födosöker ofta i grupp, ofta i artblandade flockar.

## Status och hot
Arten har ett stort utbredningsområde, men tros minska i antal, dock inte tillräckligt kraftigt för att den ska betraktas som hotad. Internationella naturvårdsunionen IUCN listar arten som livskraftig (LC).